# Kauppi (efternamn)
Kauppi är ett finländskt efternamn. I juli 2017 hade 302 personer i Sverige och cirka 2 600 personer i Finland Kauppi som efternamn. År 2000 hade efternamnet 310 innehavande i USA, 2006 fem i Australien och 2015 sjutton innehavande i Norge.

## Kända personer med efternamnet Kauppi
- Emil Kauppi, finländsk kompositör
- Kalle Kauppi, finländsk politiker
- Leo Kauppi, amerikafinländsk sångare
- Lo Kauppi, svensk skådespelare
- Minna Kauppi, finländsk orienterare
- Sten Kauppi, svensk textilkonstnär
- Piia-Noora Kauppi, finländsk politiker
- Wäinö Kauppi, amerikafinländsk kornettist och orkesterledare